# Histoire d'une larme
Histoire d'une larme è un film del 2021 scritto e diretto da Giovanni Coda.

## Trama
Nel film si racconta attraverso performance strumentali, di danza e di canto, il destino psicologico e umano del malato cronico e il diritto alla morte, l’eutanasia come liberazione da sofferenze estreme. 
Liberamente ispirato al libro Ocean Terminal di Piergiorgio Welby..

## Premi e selezioni ufficiali
- Best Experimental Film al Mannheim Arts and Film Festival 2021, Mannheim, DE.
- Best Documentary Feature 2021 al London New Renaissance Film Festival 2021, London, UK [2]
- Selezione Ufficiale al Syracuse Film Festival, Syracuse, USA.
- Menzione Speciale al Life Beyond Life Film Festival 2021 Torino, IT [3]
- Menzione Speciale all’ Omovies International Film Festival 2021 Napoli, IT [4]
- Best Director (Giovanni "Jo" Coda), Best LGBT Film, Honorable Mention Actor (Sergio Anro'), Honorable Mention Composer (Cosimo Morleo) al Fox International Film Festival 2022 [5]